# This Is the End
This Is the End (conocida como Juerga hasta el fin en España y Este es el fin en Hispanoamérica) es una película estadounidense de comedia de 2013, dirigida por Evan Goldberg y Seth Rogen y escrita por Rogen, Goldberg y Jason Stone.
Está protagonizada por Jonah Hill, Seth Rogen, James Franco, Craig Robinson, Danny McBride y Jay Baruchel.

## Argumento
El actor canadiense Jay Baruchel llega a Los Ángeles para visitar a su amigo Seth Rogen, quien lo invita a un fiesta en casa de James Franco. Jay lo acompaña aunque se siente incómodo en ese lugar y, en un momento, ambos salen a una tienda de conveniencia a comprar cigarrillos. Allí, ven cómo haces de luces azules atraviesan el negocio y succionan a numerosas personas al cielo. Asustados, regresan a la casa de James y descubren que ninguno de los presentes se ha enterado de lo sucedido. De inmediato, se produce un terremoto y todos huyen, solo para encontrarse con un enorme sumidero en el patio. Muchos famosos y otros invitados mueren, pero Jay, Seth, James, Jonah Hill y Craig Robinson se las arreglan para volver y encerrarse en la mansión. Conscientes de que el terremoto ha destruido gran parte de la ciudad, hacen una lista de los suministros que tienen, deciden racionar los mismos, tapian puertas y ventanas, y esperan por un rescate. 
Por la mañana, el primero en despertar es Danny McBride, que se quedó dormido luego de haberse colado a la fiesta, y desperdicia gran parte de la comida y el agua, porque desconoce qué está ocurriendo. Cuando los demás le advierten, él simplemente cree que están drogados y se mantiene escéptico, aunque cambia de parecer cuando presencia el asesinato de un hombre que intentaba entrar, víctima de un monstruo que no consiguen ver. En los días siguientes, las tensiones dentro del grupo crecen y nadie piensa que Jay tenga razón sobre que el desastre podría ser el fin del mundo anunciado en el Apocalipsis de San Juan. Emma Watson regresa a la casa pero, por equivocación, entiende que todos planean violarla y escapa con el agua que quedaba.
James explica que tiene al menos dos garrafones de agua en su sótano, al que se debe salir fuera para acceder, y Craig es el asignado a traerlos. Sin embargo, a mitad de camino da la vuelta, porque ve a una criatura desconocida y, a raíz de esto, comienza a creer en la teoría de Jay. Como al sótano también pueden llegar excavando el suelo, todos se turnan para ello; son Jay y Seth los que terminan el trabajo y lo rompen. Durante la comida, Danny desperdicia mucha agua y el grupo lo echa. Antes de marcharse, revela que sabe que Jay estuvo en Los Ángeles dos meses antes y que este, en lugar de visitar a Seth, se hospedó en un hotel. Jonah recrimina a Jay por su comportamiento, por lo que este reacciona golpeándolo en la cara. Por la noche, Jonah pide a Dios que mate a Jay y sufre una posesión demoníaca, que hace que ataque a sus compañeros. Jay y Craig logran someterlo, lo atan a la cama y le practican un exorcismo basándose en la película El exorcista. No obstante, durante el mismo, Jay y Seth se pelean y arrojan accidentalmente una vela al suelo, lo que provoca un incendio. El fuego envuelve a Jonah y obliga a los demás a salir. 
El grupo no puede escapar porque un demonio los afronta y Craig pretende sacrificarse por sus amigos, acción que lo hace elevarse al cielo. Los demás observan esto y se dan cuenta de que pueden salvarse si realizan un acto desinteresado. En el camino a la casa de James en Malibú, los tres se topan con un grupo de caníbales liderados por Danny. Cuando están por ser devorados, James les dice que escapen mientras él se sacrifica, lo que hace que el rayo de luz lo succione. Sin embargo, durante el ascenso, se burla e insulta a Danny, por lo que el rayo desaparece y a él se lo comen vivo. Entretanto, Jay y Seth aprovechan para escapar y se encuentran con un gigantesco Satanás. Jay asciende al cielo tras disculparse con Seth y, cuando este dice que lo deje atrás, la luz también lo llama. Ambos llegan al paraíso y se reencuentran con Craig, que les comenta que allí cualquiera de sus deseos puede hacerse realidad. Jay pide que aparezcan los Backstreet Boys y todos bailan al son de «Everybody (Backstreet's Back)».

## Reparto
Todos los actores se interpretan a sí mismos.
- James Franco
- Jonah Hill
- Seth Rogen
- Jay Baruchel
- Craig Robinson
- Danny McBride

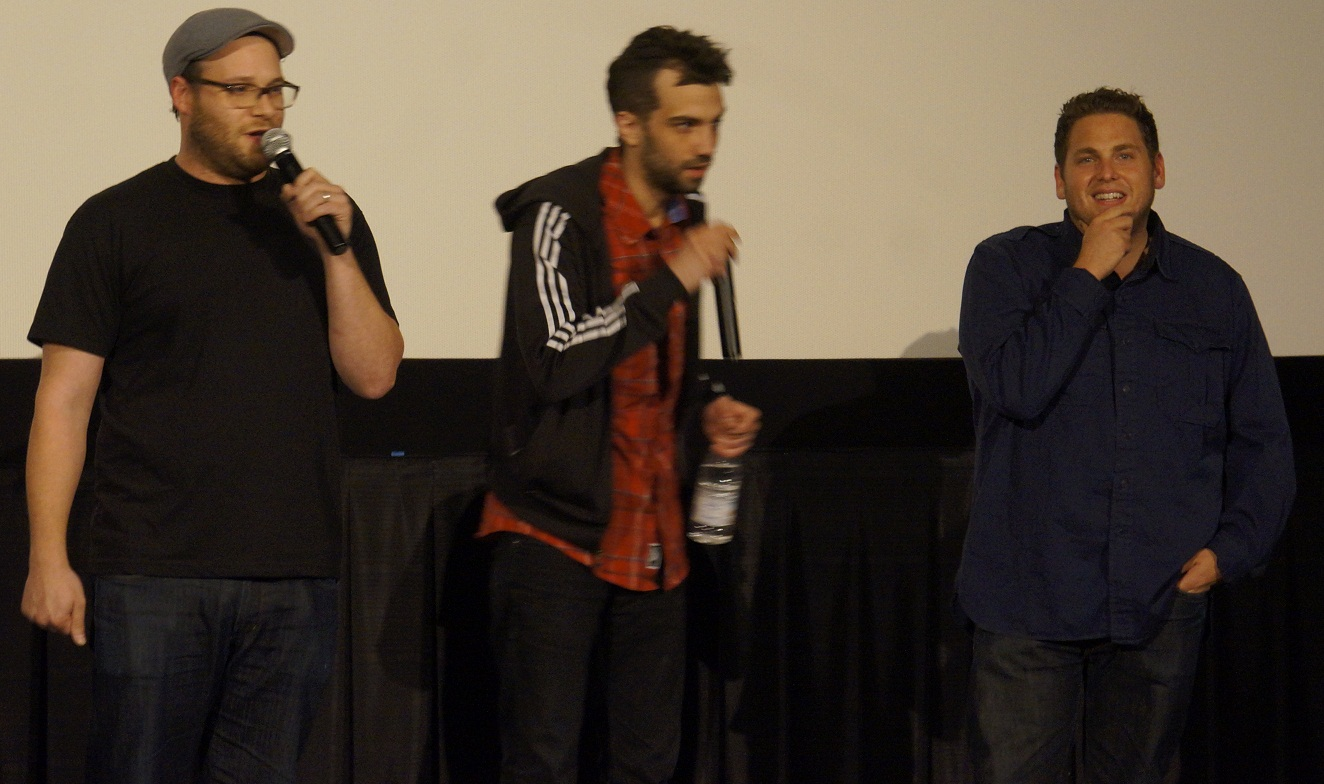
Rogen, Baruchel y Hill durante una proyección de la película en junio de 2013

- Jason Segel —no figura en los créditos—
- Michael Cera
- Emma Watson
- David Krumholtz
- Paul Rudd
- Martin Starr
- Mindy Kaling
- Kevin Hart
- Rihanna
- Christopher Mintz-Plasse
- Channing Tatum
- Aziz Ansari
- Backstreet Boys
- Evan Goldberg —no figura en los créditos—
- Carol Sutton